# Liu Wei (Boxer)
Liu Wei (chinesisch 刘伟, Pinyin Liú Wěi; * 27. November 1987) ist ein chinesischer Boxer im Weltergewicht.

## Karriere
Liu wurde 2012 und 2015 Chinesischer Meister, gewann 2014 eine Bronzemedaille beim Strandja Tournament in Bulgarien und die Silbermedaille beim Chemiepokal in Deutschland. Er schlug dabei auch den WM-Bronzegewinner Araik Marutjan. Beim Giraldo Cordova Cardin Tournament in Kuba gewann er die Goldmedaille, nachdem er unter anderem den Vize-Weltmeister Arisnoide Despaigne besiegt hatte.
Bei den Asienspielen 2014 und den Asienmeisterschaften 2015 blieb er medaillenlos. Im Oktober 2015 startete er bei den Weltmeisterschaften in Doha. Dort erreichte er das Halbfinale durch Siege gegen Bjambyn Tüwschinbat und den amtierenden Europameister Eimantas Stanionis. Den Einzug ins Finale verpasste er durch eine Punktniederlage gegen den Marokkaner Mohammed Rabii. Zudem qualifizierte er sich damit für die Olympischen Sommerspiele 2016 in Brasilien, wo er aber im ersten Kampf gegen Eimantas Stanionis ausschied.
Bei den Asienmeisterschaften 2017 erreichte er das Viertelfinale.

### World Series of Boxing
In der Saison 2015 kämpfte Liu für China Dragons in der World Series of Boxing. Er bestritt fünf von sieben Kämpfen der Saison, gewann jedoch nur zwei.